# Закон о национальной безопасности 1947

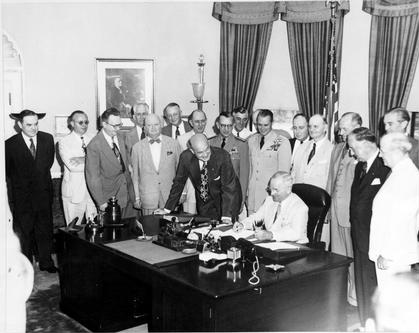
Президент Труман подписывает поправки в Закон о Национальной Безопасности, 1949

Закон о национальной безопасности 1947 (англ. National Security Act of 1947), подписанный 26 июля 1947 года президентом США Гарри Трумэном, перестроил вооружённые силы США, внешнюю политику и разведывательные ведомства для оптимизации работы этих служб в условиях закончившейся Второй мировой войны.
Этот закон установил слияние министерства армии с военно-морским министерством в министерство обороны, возглавляемое министром обороны. Он также предусматривал создание военно-воздушных сил США как самостоятельного вида вооруженных сил. Изначально каждый из этих трёх видов вооруженных сил имел статус квази-министерства со своими министрами, но законом 1949 года было введено их полное подчинение министерству обороны. До 1949 года министерство обороны называлось «национальное военное ведомство» (англ. National Military Establishment, NME), но так как это название имело крайне неприятную аббревиатуру (NME — схоже по произношению со словом Enemy — враг), его было решено переименовать.
Этим законом также были созданы Совет национальной безопасности (СНБ, англ. National Security Council, NSC) — комитет советников президента США по вопросам внутренней, иностранной и военной политики, касающимся государственной безопасности, и Центральное разведывательное управление (ЦРУ, англ. Central Intelligence Agency, CIA), первое в США разведывательное агентство в мирное время.
Данный закон (в исходной и последующих редакциях) вместе с планом Маршалла и доктриной Трумэна был одной из главных составляющих стратегии администрации Трумэна во время холодной войны.